# Akyttara akagera
Akyttara akagera är en spindelart som beskrevs av Rudy Jocqué 1987. Akyttara akagera ingår i släktet Akyttara och familjen Zodariidae.
Artens utbredningsområde är Rwanda. Inga underarter finns listade i Catalogue of Life.